# Arany János Irodalmi Kör (Nagyszalonta)
A nagyszalontai Arany János Irodalmi Kör 1955. szeptember 24-én alakult meg. Titkára Dánielisz Endre magyar szakos tanár volt. Harminc tagjának számos írása jelent meg a hazai sajtóban; közülük Bagdi Sándor, Bonczos István, Gábor Ferenc, Nagy Ilona önálló kötetekkel, Dánielisz Endre, Fábián Imre tanulmányokkal jelentkezett, s a sajtóban folyamatosan közölt Bonczos Julianna, Bonczos Margit, Fábián Ferenc, Kovács Sándor, Millye Ibolya, Sebesi Teréz, Zima Ibolya. A kör tagja volt Sebesi R. Teréz ifjúsági író, Molnár Mihály író, református hitépítő. A kör szoros kapcsolatot tartott fenn az Arany János Emlékmúzeummal.